# Summer in the City
Summer in the City är en låt lanserad av popgruppen The Lovin' Spoonful, skriven av John Sebastian, Mark Sebastian och gruppens basist Steve Boone. Mark Sebastian var bror till gruppens sångare John Sebastian. Låten lanserades som vinylsingel i juli 1966 på Kama Sutra Records, och togs senare med på albumet Hums of the Lovin' Spoonful. Det var gruppens enda låt som blev singeletta i USA. Jämfört med flera av gruppens andra låtar som drog mer åt det lättare pophållet har denna låt en tydligt rockinspirerad ljudbild. Texten är en hyllning till sommarens storstadsliv. Låten är även känd för sin brygga som innehåller en paus med ljudeffekter, bland annat signalhorn från bilar och en tryckluftsborr.
Låten listades av magasinet Rolling Stone som #393 på listan The 500 Greatest Songs of All Time. I en uppdaterad version återfanns den istället på plats 401.

## Listplaceringar
| Lista (1966)   | Topplacering     |
| -------------- | ---------------- |
| Australien     | 7 (Go Set)       |
| Danmark        | 9 (DR "Top 20")  |
| Finland        | 2                |
| Flandern       | 13               |
| Frankrike      | 24               |
| Kanada         | 1                |
| Nederländerna  | 2                |
| Norge          | 3                |
| Nya Zeeland    | 3 (NZ Listner)   |
| Storbritannien | 8                |
| Sverige        | 4 (Kvällstoppen) |
| Sverige        | 3 (Tio i topp)   |
| USA            | 1                |
| Vallonien      | 8                |
| Västtyskland   | 5                |